# My World (Bee Gees)
My World è un singolo del gruppo musicale Bee Gees, pubblicato nel 1972. Il brano è stato incluso nell'album Best of Bee Gees, Volume 2.

## Tracce
- 7"

1. My World
2. On Time

## Formazione
- Barry Gibb – voce, chitarra
- Robin Gibb – voce
- Maurice Gibb – cori, basso, piano, chitarra
- Geoff Bridgford – batteria
- Alan Kendall – chitarra